# Agrotis gahani
Agrotis gahani är en fjärilsart som beskrevs av Köhler 1959. Agrotis gahani ingår i släktet Agrotis och familjen nattflyn. Inga underarter finns listade i Catalogue of Life.